# فرونتينوس
سكستوس جوليوس فرونتينوس هو مهندس مدني وجندي وكاتب روماني ولد في حوالي سنة 40 ميلادية. عمل مع عدة أباطرة رومان من دوميتيان و نيرفا و تراجان وأشرف على عدة أعمال بنائية في زمنهم. وقد قام بتقسيم المياه في روما من خلال بناء عدة قنوات مائية فيها. كذلك أشرف على بناء عدة سدود في نهري الراين و الدانوب. أصبح أيضاً قنصل الامبراطورية ثلاثة مرات. وكذلك ألف كتاب ستراتيجيما والذي تكلم عن الخطط العسكرية. توفي في سنة 103.

## روابط خارجية
- فرونتينوس على موقع الموسوعة البريطانية (الإنجليزية)